# جاسيك كوغلر
جاسيك كوغلر (بالإنجليزية: Jacek Kugler)‏ هو عالم سياسة أمريكي، ولد في 19 مارس 1942.